# 11º Reggimento fanteria "Casale"
L'11º Reggimento fanteria «Casale» è stata un'unità dell'Esercito Italiano, di stanza, come sua ultima sede prima dello scioglimento, a Casale Monferrato (AL), mentre durante la prima guerra mondiale aveva sede a Forlì ed era noto anche come il Reggimento dei Forlivesi. Durante la Guerra i suoi uomini divennero famosi come i Gialli del Calvario, a causa del colore delle mostrine e del valore dimostrato nella conquista del Monte Podgora, detto anche Monte Calvario. 
Il Reggimento Monferrato, insieme al Reggimento Savoia, è stato il più antico reggimento dell'esercito sabaudo e dell'esercito italiano. È esistito fino al 1999.

## Storia (1619–1943)

### Origini
Il Reggimento trae la sua origine dal Reggimento di SAS du Cheynez, dal nome del suo primo comandante, costituito nel Ducato di Savoia nel 1619, sotto il regno di Carlo Emanuele I, con personale savoiardo e formato da dieci compagnie. Alla morte del primo comandante il reggimento proseguì la sua storia continuando a servire il Ducato divenendo prima Reggimento di Boydanid dal nome del suo nuovo colonnello proprietario principe di Boydanid (1630) e formato da quindici compagnie, poi di Pianezza dal nome del comandante Marchese Giacinto Simiana di Pianezza (1645), poi di Livorno dal nome del nuovo colonnello proprietario Marchese Carlo Emanuele Filiberto Simiana di Livorno figlio del precedente proprietario (1649).
Nel 1660 tutti gli uomini provengono dal Piemonte. Nel 1664 prende il nuovo nome di Reggimento di Monferrato di S.A.R. È il 4º reggimento in ordine di anzianità. Nel 1703 viene costituito un 2º battaglione. Durante questo periodo subisce varie trasformazioni organiche ora aumentando ora diminuendo il numero delle compagnie che lo componevano. Nel 1664, probabilmente il giorno 22 giugno, sotto il 14º Duca Carlo Emanuele II, prende il nome di Reggimento di Monferrato di SAR ed è ordinato come reggimento di fanteria nazionale.;
Nel 1672 fu impegnato nella guerra contro la Repubblica di Genova partecipando alle battaglie di Garlenda il 27 luglio 1672 e di Ovada il 10 ottobre dello stesso anno.

### Guerra della Grande Alleanza
Nella prima metà del XVIII secolo l'Europa fu scossa da un susseguirsi di conflitti e il "Piemonte" prese parte alle battaglie della guerra della Lega di Augusta (1690-97), stretta fra numerose Potenze europee per contrastare l'egemonia della Francia di Luigi XIV. Della Lega faceva parte anche il Duca di Savoia Vittorio Amedeo I, che al comando di un contingente di circa 16.000 uomini, costituito da forze alleate sabaude ed asburgiche, nella sfortunata battaglia di Staffarda, il 16 agosto 1690, e nella Battaglia della Marsaglia in cui l'Esercito sabaudo fu sconfitto dai francesi comandati dal generale Catinat; alla battaglia prese parte anche il Reggimento Monferrato, comandato allora dal Colonnello Carlo Emanuele Cacherano Osasco della Rocca.

### Guerra di successione spagnola
Nel periodo 1701-1713 il reggimento partecipa alle campagne d'armi della guerra di successione spagnola (agosto 1702 battaglia di Luzzara); inizialmente Vittorio Amedeo II di Savoia con il Trattato di Torino (1696) era alleato con i francesi. La situazione politica però presto cambiò: nel 1703 fu dichiarato l'ingresso del Piemonte nella Lega di Augusta con il Trattato di Torino (1703). Nell'aprile del 1705 un battaglione del reggimento partecipò alla difesa della rocca di Verrua assediata dai franco spagnoli, mentre l'altro difese Torino dall'assedio, fino alla vittoria determinata dall'arrivo delle truppe alleate in soccorso.
Il reggimento nel maggio 1706 partecipò alla battaglia di Torino contro i soldati franco-spagnoli.
Alla fine della guerra, con il Trattato di Utrecht, i Savoia si videro restituito il contado di Nizza, ricevettero la Sicilia (e con essa il titolo di Re per Vittorio Amedeo II di Savoia e i suoi successori), tutta l'alta valle di Susa, Pinerolo e parti del territorio milanese. Nel 1713 il re Vittorio Amedeo II nel suo viaggio in Sicilia per prendere possesso dei nuovi territori siciliani (Storia della Sicilia sabauda), il I battaglione del reggimento Monferrato di SAR fu al seguito del re a cui si aggiunse poi anche il II. Nel 1720 il re Vittorio Amedeo II, con il trattato dell'Aia (20 febbraio 1720) aveva ottenuto l'isola di Sardegna con il titolo di Re di Sardegna in cambio della Sicilia e il Reggimento al completo tornò ad avere sede in Piemonte.

### Guerra di successione polacca
Nel 1733-1735 il reggimento partecipò alle campagne d'armi della guerra di successione polacca al fianco dei francesi a cui il regno di Sardegna si era alleato contro l'Austria. Prende parte all'assedio di Milano ed il suo 2º battaglione è presente nelle trincee intorno al Castello Sforzesco. Nella primavera seguente combatte nella battaglia di Parma (6 novembre). Nel 1735 si trova in campagna nella Lombardia orientale. A settembre è presente sulla riva ovest del lago di Garda sostenendo l'azione dell'esercito francese sul lato orientale. Durante la guerra di successione austriaca, partecipa alla campagna padana per conquistare Parma e Piacenza. Nel 1742 viene trasferito sul fronte alpino. Il 16 settembre si accampa a La Thuile, dove nel giro di pochi giorni inizia la controffensiva piemontese contro le forze spagnole che hanno invaso la Savoia; la lotta continua per 100 giorni. Nel 1744 l'intero reggimento è di nuovo sulle Alpi, a Casteldelfino in Valle Varaita, per fermare l'offensiva franco-spagnola. L'anno successivo l'esercito franco-spagnolo sfonda la linea di difesa alpina nella Valle Stura. Il 2º battaglione del reggimento combatte per la difesa della città di Cuneo. Mentre il 1º battaglione fa parte dell'esercito di soccorso alla città e combatte nella battaglia di Madonna dell'Olmo (30 settembre 1744). Il battaglione è schierato al centro, in prima linea. Nel 1745 a Bassignana il reggimento si trova probabilmente a destra della linea sarda, vicino alla brigata Schoulembourg. Dopo questa triste sconfitta il 2º battaglione difende nuovamente le mura di Alessandria, e dopo la resa di questa città difende la fortezza della Cittadella di Alessandria durante l'assedio di Maillebois. Nel 1746 il 1º battaglione combatte a ovest, nell'offensiva in Provenza a novembre e, l'anno successivo, intorno a Oneglia nel teatro di guerra ligure.
Nel 1751 il re Carlo Emanuele III riorganizzò la fanteria nazionale: ogni reggimento e quindi anche il «Monferrato» fu organizzato su due battaglioni, ciascuno su nove compagnie fucilieri e una compagnia granatieri.

### Risorgimento
Dopo il periodo napoleonico, nel quale il Reggimento di Monferrato prese parte a diverse campagne, negli anni della Restaurazione divenne la «Brigata di Monferrato». Nel 1831 la Brigata, ridenominata Brigata «Casale», fu strutturata su due reggimenti gemelli, il 1º Reggimento (Brigata «Casale») e 2º Reggimento (Brigata «Casale») dei quali il 1° erede e prosecutare dell'antico reggimento. Nel 1839 i due reggimenti cambiarono denominazione rispettivamente in 11º e 12º Reggimento fanteria «Brigata Casale».
Nel 1848 quando l'Esercito Piemontese assunse l'ordinamento napoleonico, i Reggimenti furono articolati su 4 battaglioni, ciascuno composto da 4 compagnie di 250 uomini, e con questa struttura il reggimento prese parte alle campagne risorgimentali. Nella prima guerra d'indipendenza combatté nella Battaglia di Santa Lucia (6 maggio 1848) e nella Battaglia di Goito (30 maggio 1848). Dopo aver preso parte alla guerra di Crimea, nella seconda guerra d'indipendenza combatté nella Battaglia di Magenta (4 giugno 1859) e nella Battaglia di Solferino e San Martino (24 giugno 1859) e dopo la proclamazione del Regno d'Italia prese parte alla terza guerra di indipendenza.

### Prima guerra mondiale

Mostrine da colletto in uso nell'uniforme drante la Grande guerra

All'entrata in guerra dell'Italia la Brigata «Casale» ebbe l'arduo compito di espugnare il Podgora, o Monte Calvario, dove i due reggimenti combatterono ininterrottamente per 14 mesi, riuscendo, nella sesta battaglia dell'Isonzo, a conquistare quello che era un baluardo della testa di ponte austroungarica a difesa di Gorizia. Per il comportamento tenuto sul Podgora, alle bandiere dei due reggimenti fu conferita la medaglia d'oro al valor militare. A ricordo della partecipazione alla battaglia di Gorizia, la festa del Reggimento è l'8 agosto, unitamente a quella del gemello 12º Reggimento.
Nel corso del 1916 la Brigata «Casale» prese parte alla 7ª, 8ª e 9ª battaglia dell'Isonzo.
Alla data dell'armistizio la grande unità si trovava a Lago.
Alla guida del reggimento durante il conflitto si sono avvicendati i seguenti comandanti:
- Colonnello Agostino Ravelli, dal 24 maggio 1915 al 5 febbraio 1916;[5]
- Colonnello Vincenzo Boveri, dal 5 febbraio 1916 al 25 agosto 1917;
- Colonnello Giuseppe Saccomanii, dal 25 agosto 1917 al 17 ottobre 1917;
- Colonnello Lelio Gaviglio, dal 25 ottobre 1917 al 5 marzo 1918;
- Colonnello Giorgio Fabre, dal 18 marzo 1918 al termine della guerra.

Nel dopoguerra, con l'applicazione della legge del 1926 sull'ordinamento del Regio Esercito, a seguito della formazione delle brigate su tre reggimenti fu assegnato alla XVII Brigata di fanteria.

### Seconda guerra mondiale
Dopo aver fornito a corpi e reparti mobilitati nella guerra di Etiopia 12 ufficiali e 817 soldati, nel 1939 fu inquadrato unitamente al 12º Reggimento fanteria e al 56º Reggimento artiglieria per divisioni di fanteria nella 56ª Divisione fanteria «Casale».
All'entrata in guerra dell'Italia nel secondo conflitto mondiale il reggimento aveva in organico: comando e compagnia comando, tre battaglioni fucilieri, compagnia mortai da 81, batteria armi di accompagnamento da 65/17. Il Reggimento partecipa alla campagna di guerra contro la Grecia operando sul fronte greco-albanese.
Il reggimento ha preso parte nella seconda guerra mondiale partecipando alla campagna di guerra contro la Grecia, operando sul fronte greco-albanese e rimanendo stanziato in territorio greco con compiti di presidio e di controguerriglia e fu sciolto l'8 settembre 1943 nella zona di Attolikon in seguito alle vicende armistiziali, con alcuni reparti del Reggimento che scelsero di resistere ai tedeschi unendosi ai partigiani greci.

## Ricostituzione (1958–1999)
Nel 1958 fu ricostituito nell'Esercito Italiano come CAR a Casale Monferrato in provincia di Alessandria con la denominazione di 11º Reggimento fanteria «Casale» (CAR) e posto alle dipendenze del I Comando Militare Territoriale di Torino.

Fregio dell'Arma di Fanteria dell'Esercito Italiano (usato per la Fanteria di Linea)

Con la riforma dell'Esercito Italiano del 1975 che aboliva il livello reggimentale fu riconfigurato in Battaglione addestramento reclute con la denominazione di 11º Battaglione fanteria «Casale», passando alle dipendenze della Divisione "Mantova" inquadrata tra i supporti divisionali.
Con la successiva riorganizzazione dell'Esercito Italiano del 1986 con cui veniva abolito il livello divisionale passava alle dipendenze del III Corpo d'armata di Milano. Con la riorganizzazione dell'Esercito Italiano del 1996, nel 1997 passò alle dipendenze del 1º COMFOD (1º Comando delle forze di difesa) di Vittorio Veneto, inquadrato nei Supporti Tattici e Logistici di Corpo d'armata.
L'11º Reggimento «Casale» fu sciolto il 22 gennaio 1999 a Casale Monferrato.

## Uniforme
Nel periodo 1730-1750 l’uniforme è costituita da un giustacorpo in panno grigio, con paramani, veste blu scuro. Le ghette sono bianche per fuciliere, nere per i granatieri. Sette bottoni su ogni lato del cappotto, tre sui polsini. Tasche orizzontali. Il tricorno è bordato di pelle bianca ed ha una coccarda blu scuro sulla tesa sinistra per i fucilieri, i granatieri invece hanno un cappello di pelle d'orso.
Nel periodo 1750-1773 le differenze principali rispetto al precedente sono: giustacorpo blu scuro con risvolti e colletto bianco. Fodera bianca, polsini; veste e calzoni blu scuro: Il tricorno ha un pompon blu e bianco sull'orlo destro. I granatieri hanno il cappello in pelle d'orso con coda blu e pompon blu e bianco.

## Onorificenze
L'11º Reggimento fanteria «Casale» è decorato delle seguenti onoroficenze:

### Decorati
- Cucchiari Giovanni, Soldato;[5][11]
- Raggi Decio, Tenente (Tenente 11°regg. della brg.«Casale» della 9ª compagnia);.[5][12]

## Stemma
Scudo
Partito: alla punta d'azzurro all'albero d'oro fondato su una campagna di verde affiancato da due stelle d'argento: il primo di rosso alla croce d'oro, accantonata da quattro B all'antica, affrontati, pure d'oro; il secondo d'argento al capo di rosso. Il tutto abbassato al capo d'oro con il quartier franco d'azzurro all'obelisco del Podgora sormontato da una stella d'oro;
Corona turrita;
Ornamenti esteriori
lista bifida: d'oro, svolazzante, collocata sotto la punta dello scudo, incurvata con la concavità rivolta verso l'alto, riportante il motto: "CON IL SACRIFICIO LA GLORIA";
onorificenza
accollata alla punta dello scudo con l'insegna dell'Ordine Militare d'Italia pendente al centro del nastro con i colori della stessa;
nastri rappresentativi delle ricompense al Valore
una Medaglia d'Oro, due Medaglie d'Argento, una Croce di guerra al valor militare sono annodati nella parte centrale non visibile della corona turrita, scendenti svolazzanti in sbarra ed in banda dal punto predetto, passando dietro la parte superiore dello scudo.

## Insegne e Simboli dell'11º Reggimento fanteria «Casale»
- Il Reggimento indossava il fregio della Fanteria (composto da due fucili incrociati sormontati da una bomba con una fiamma dritta). Al centro nel tondino è riportato il numero "11".
- Mostreggiature: le mostrine del reggimento erano rettangolari di colore giallo; derivano dai risvolti e dalle guarniture (mostre) che ornavano le antiche uniformi sabaude, i cui colori cambiavano da reggimento a reggimento. Alla base della mostrina si trova la stella argentata a 5 punte bordata di nero, simbolo delle forze armate italiane.

## Motto del Reggimento
«Con il sacrificio la gloria».

## Festa del Reggimento
- 8 agosto a ricordo della partecipazione alla battaglia di Gorizia.

## Persone legate al Reggimento
- Luigi Leonardo Colli
- Decio Raggi, 1a M.O. conferita, motu proprio, dal Re nella G.G. 1915-18
- Aldo Spallicci
- Renato Serra
- Alessandro Filippa
- Don Carlo Baronio

## Intitolazioni
La città di Forlì ha dedicato un piazzale ai Gialli del Calvario.